# Paolo Mosconi
Paolo Mosconi (ur. 13 września 1914 w Santa Giuletta, zm. 14 grudnia 1981) – włoski duchowny rzymskokatolicki, arcybiskup, dyplomata papieski.

## Biografia
2 kwietnia 1938 otrzymał święcenia prezbiteriatu.
9 listopada 1967 papież Paweł VI mianował go pronuncjuszem apostolskim na Madagaskarze oraz arcybiskupem tytularnym legijskim. 10 grudnia 1967 przyjął sakrę biskupią z rąk sekretarza stanu kard. Amleto Giovanniego Cicognaniego. Współkonsekratorami byli sekretarz Świętej Kongregacji Nadzwyczajnych Spraw Kościelnych abp Agostino Casaroli oraz biskup Tortony Francesco Rossi.
Misję na Madagaskarze zakończył w 1969 i następnie był urzędnikiem Kurii Rzymskiej do 11 kwietnia 1970, gdy otrzymał nominację na pronuncjusza apostolskiego w Iraku. Urząd ten pełnił do maja 1971.